# Hemo C
Un Hemo C (o heme C) es uno de los principales tipos de grupos hemo existentes en la naturaleza. Forma parte de importantes hemoproteínas entre las que se encuentran por ejemplo el citocromo c.

## Historia
La estructura correcta del hemo C fue publicada por primera vez a mediados del siglo XX, por el bioquímico sueco K.G. Paul. Este trabajo confirmaba la estructura que había sido primeramente inferida por el gran bioquímico sueco Hugo Theorell. Esta estructura para el hemo C, basada en experimentos de espectrometría infrarroja y RMN sobre la forma reducida, Fe(II), fue confirmada en 1975. La estructura del hemo C incluyendo las configuraciones estereoquímicas absolutas de los enlaces tioéter fue desarrollada primeramente para las proteínas de vertebrados, y actualmente se ha extendido a muchas otras proteínas que contienen el hemo C.

## Propiedades
El hemo C difiere del hemo B en que los dos grupos vinilo de las cadenas laterales del hemo B se encuentran reemplazados por enlaces covalentes del tipo tioéter con la apoproteína. Nótese que los dos grupos tiol, típicamente son donados desde residuos de cisteína de la proteína, y por lo tanto el peso molecular neto del grupo heme C como es, se encuentra incorporado dentro de la holoproteína, con la pérdida de dos átomos de hidrógeno. Este peso molecular es de 615,5 Da. Estos enlaces no permiten que el hemo C se disocie con facilidad de la holoproteína. Como ejemplo es mucho más difícil separar un grupo hemo C de un citocromo c, que un hemo B de su respectiva holoproteína, incluso bajo condiciones más exigentes. Esto permite un amplio rango de estructuras para los citocromos c, con un amplio rango de funciones, esta miríada de citocromos c actúan principalmente como transportadores de electrones.
El número de unidades hemo C unidas a la holoproteína es altamente variable. Para las células de los vertebrados, la regla suele ser un hemo C por proteína, pero para las bacterias este número con frecuencia es 2, 4, 5, 6 o incluso hasta 16 grupos hemo C por proteína. Existe un consenso general en cuanto a que el número y el arreglo de grupos hemo C se encuentra relacionado e incluso es una condición requerida para el adecuado funcionamiento de la holoproteína. Por ejemplo, aquellas proteínas que contienen varios grupos hemo C se encuentran involucradas en reacciones de transferencia de múltiples electrones, una de estas reacciones de particular importancia es la reducción de 6 electrones necesaria para la reducción del nitrógeno atmosférico a amoníaco antes de ser incorporado a moléculas orgánicas.
Es común que la relación entre el número de hemo C y el número de aminoácidos sea alto en proteínas bacterianas, de modo que el interior de algunos citocromos c parecen empacados con muchísimos hemo C en su interior, comparados con otras hemoproteínas. Algunas hemoproteínas, a menudo provenientes de organismos unicelulares, pueden contener cinco grupos hemo C. El complejo bc1 es otra importante enzima que contiene un hemo del tipo C. Los enlaces tioéter, parecen brindar una gran libertad de función para las holoproteínas. Por lo general, los citocromos c pueden ser "finamente sintonizados" sobre un rango de potenciales de óxido-reducción mucho más amplio que los citocromos b. Esta puede ser una importante razón por la cual los citocromos c son prácticamente ubicuos en todas las formas vivas. El hemo C además desempeña un importante rol en la apoptosis donde solo un par de moléculas plasmáticas de citocromo c, las cuales deben contener hemo C, pueden conducir a la muerte celular programada.
En adición a estos enlaces covalentes ecuatoriales, el hierro del grupo hemo por lo general también se encuentra axialmente coordinado con las cadenas laterales de dos aminoácidos, logrando que el hierro se encuentre hexacoordinado. Por ejemplo el citocromo c de los mamíferos y del atún contienen un único hemo C que se encuentra axialmente coordinado con una cadena lateral de histidina y una metionina. Tal vez debido a que los dos enlaces covalentes retienen al grupo heme unido a la proteína, el hierro del hemo C a veces se encuentra axialmente coordinado a una cadena lateral de lisina y en algunos casos incluso a agua.